# 埼玉県第13区
埼玉県第13区（さいたまけんだい13く）は、日本の衆議院議員総選挙における選挙区。1994年（平成6年）の公職選挙法改正で設置。

## 区域

### 現在の区域
2022年（令和4年）公職選挙法改正以降の区域は以下のとおりである。埼玉県内の小選挙区改定により、6区から北足立郡伊奈町、14区から久喜市の旧栗橋町および旧鷲宮町の区域と杉戸町が編入して、久喜市の小選挙区の分割は解消された。その一方、越谷市の一部を3区に復帰させ、春日部市の合併前の市域が新設の16区へ分区させて同市の小選挙区の分割が解消した事により、県東部地域の小選挙区の区割りは大きく変わる事となった。
- 久喜市
- 蓮田市
- 幸手市
- 白岡市
- 北足立郡[注釈 1]
- 南埼玉郡[注釈 2]
- 北葛飾郡
  - 杉戸町

### 2017年から2022年までの区域
2017年（平成29年）公職選挙法改正から2022年の小選挙区改定までの区域は以下のとおりである。2017年の区割り変更により、3区から越谷市の一部が13区に移行されている。
- 春日部市（旧春日部市の地域）
  - 赤沼、一ノ割、一ノ割1〜4丁目、牛島、内牧、梅田、梅田1〜3丁目、梅田本町1・2丁目、大枝、大沼1〜7丁目、大場、大畑、粕壁、粕壁1〜4丁目、粕壁東1〜6丁目、上大増新田、上蛭田、小渕、栄町1〜3丁目、下大増新田、下蛭田、新川、薄谷、千間1丁目、中央1〜8丁目、銚子口、道口蛭田、道順川戸、豊野町1〜3丁目、武里中野、新方袋、西八木崎1〜3丁目、八丁目、花積、浜川戸1・2丁目、樋堀、樋籠、備後西1〜5丁目、備後東1〜8丁目、藤塚、不動院野、本田町1・2丁目、増富、増戸、増田新田、緑町1〜6丁目、南1〜5丁目、南栄町、南中曽根、八木崎町、谷原1〜3丁目、谷原新田、豊町1〜6丁目、六軒町
- 越谷市（東武伊勢崎線（東武スカイツリーライン）、国道4号、元荒川で区切られた地域〈越谷市第17〜22および第66投票区の区域〉）
  - 大字大竹、大字大道、大字恩間、大字恩間新田、大字上間久里976〜1075番地、大字三野宮、千間台西1丁目〜6丁目、大字袋山（671〜679・681〜687・696〜699・704・728〜753・761〜805・811〜837・843・856〜888・899〜952・978〜1021・1081〜1162・1164〜1187・1191〜1218・1677・1717・1718・1756・1757・1851〜2001・2004〜2060番地を除く）、大字南荻島（1〜4013・4095・4096・4131〜4135番地を除く）
- 久喜市（旧久喜市・菖蒲町域）
- 蓮田市
- 白岡市
- 南埼玉郡

### 2002年から2017年までの区域
2013年（平成25年）公職選挙法改正から2017年の小選挙区改定までの区域は以下のとおりである。
- 春日部市（旧春日部市の地域）
  - 赤沼、一ノ割、一ノ割1〜4丁目、牛島、内牧、梅田、梅田1〜3丁目、梅田本町1・2丁目、大枝、大沼1〜7丁目、大場、大畑、粕壁、粕壁1〜4丁目、粕壁東1〜6丁目、上大増新田、上蛭田、小渕、栄町1〜3丁目、下大増新田、下蛭田、新川、薄谷、千間1丁目、中央1〜8丁目、銚子口、道口蛭田、道順川戸、豊野町1〜3丁目、武里中野、新方袋、西八木崎1〜3丁目、八丁目、花積、浜川戸1・2丁目、樋掘、樋籠、備後西1〜5丁目、備後東1〜8丁目、藤塚、不動院野、本田町1・2丁目、増富、増戸、増田新田、緑町1〜6丁目、南1〜5丁目、南栄町、南中曽根、八木崎町、谷原1〜3丁目、谷原新田、豊町1〜6丁目、六軒町
- 久喜市（旧久喜市・菖蒲町域）
- 蓮田市
- 白岡市
- 南埼玉郡

2002年（平成14年）公職選挙法改正から2013年の小選挙区改定までの区域は以下のとおりである。2002年の区割り変更により、岩槻市（現・さいたま市岩槻区）が1区に移行されている。
- 春日部市
- 久喜市
- 蓮田市
- 南埼玉郡

### 2002年以前の区域
1994年（平成6年）公職選挙法改正から2002年の小選挙区改定までの区域は以下のとおりである。
- 岩槻市
- 春日部市
- 久喜市
- 蓮田市
- 南埼玉郡

## 歴史
1996年以来、土屋品子が連続4選していた。1996年に土屋は無所属で出馬したが、次点に6万票以上の差をつけ圧勝。2000年の総選挙では、次点の3倍以上の得票を得て2選を決めた。自民党に移籍した2003年の総選挙では、民主党の武山百合子と500票余差の大接戦を競り勝った。2005年の選挙でも当選。2000年に武山（当時は自由党所属）と日森文尋（社民党）が、2003年には武山がそれぞれ比例復活当選している。
2005年の第44回総選挙で武山が敗北し、比例復活もかなわなかったため、2009年に行われた第45回衆議院議員総選挙では、春日部市選出の埼玉県議会議員だった森岡洋一郎が民主党の候補として出馬し、土屋王国の女王と松下政経塾出身の若手との対決が注目された。日本共産党は候補擁立を見送った。社民党は2000年、2003年の選挙で立候補した日森を候補と決定した。また武山が無所属で、幸福実現党からは鈴木が立候補し、5人での争いとなったが、森岡が当選、土屋は議席を失った。なお2009年9月29日、埼玉県警察本部は武山を公職選挙法違反（買収）の容疑で逮捕した。2012年の第46回衆議院議員総選挙では土屋が返り咲きを果たし、森岡は比例復活もできず落選した。2014年選挙では、みんなの党から民主党に鞍替えした山内康一が挑むも土屋が再選。
2016年、民主党は新人の三角創太を総支部長に選任するも、2017年10月の第48回衆議院議員総選挙直前の希望の党と民進党の合流劇により、希望の党は北角嘉幸を公認候補に選任。排除された三角は埼玉11区へと鞍替えさせられた。希望の失速により土屋が三選となった。2019年、三角が5区選出の枝野幸男率いる立憲民主党により再び総支部長に選任し、2021年の第49回衆議院議員総選挙では公認で出馬したが、比例復活もできずに落選。土屋が安定した選挙戦で四選となった。
2024年の第50回衆議院議員総選挙で土屋と三角は春日部市を中心に構成する新設区の埼玉16区に移動し、自民党は埼玉14区から三ッ林裕巳が移動するかたちで挑む事となった。だが、三ッ林が直近5年間で計2954万円の裏金のキックバックを受けた事が判明。自民党は三ッ林を党役職停止1年の処分とし、選挙戦で非公認にした一方で公明党は独自に三ッ林を推薦する事を決定した。その結果、無所属の公明党推薦で出馬となった三ッ林は比例復活ができないために落選。国民民主党の新人である橋本幹彦が初当選を果たし、3番手だったれいわ新選組の高井崇志幹事長が復活当選した。

## 小選挙区選出議員
| 選挙名                 | 年     | 当選者     | 党派       |
| ---------------------- | ------ | ---------- | ---------- |
| 第41回衆議院議員総選挙 | 1996年 | 土屋品子   | 無所属     |
| 第42回衆議院議員総選挙 | 2000年 | 土屋品子   | 無所属の会 |
| 第43回衆議院議員総選挙 | 2003年 | 土屋品子   | 自由民主党 |
| 第44回衆議院議員総選挙 | 2005年 | 土屋品子   | 自由民主党 |
| 第45回衆議院議員総選挙 | 2009年 | 森岡洋一郎 | 民主党     |
| 第46回衆議院議員総選挙 | 2012年 | 土屋品子   | 自由民主党 |
| 第47回衆議院議員総選挙 | 2014年 | 土屋品子   | 自由民主党 |
| 第48回衆議院議員総選挙 | 2017年 | 土屋品子   | 自由民主党 |
| 第49回衆議院議員総選挙 | 2021年 | 土屋品子   | 自由民主党 |
| 第50回衆議院議員総選挙 | 2024年 | 橋本幹彦   | 国民民主党 |

## 選挙結果
時の内閣：第1次石破内閣 解散日：2024年10月9日 公示日：2024年10月15日
当日有権者数：36万9371人 最終投票率：50.89%（前回比： 1.54%） （全国投票率：53.85%（2.08%））
| 当落 | 候補者名   | 年齢 | 所属党派             | 新旧 | 得票数   | 得票率 | 惜敗率 | 推薦・支持 | 重複 |
| ---- | ---------- | ---- | -------------------- | ---- | -------- | ------ | ------ | ---------- | ---- |
| 当   | 橋本幹彦   | 28   | 国民民主党           | 新   | 61,436票 | 34.10% | ――     |            | ◯    |
|      | 三ッ林裕巳 | 69   | 無所属               | 前   | 53,382票 | 29.63% | 86.89% | 公明党推薦 | ×    |
| 比当 | 高井崇志   | 55   | れいわ新選組         | 元   | 22,237票 | 12.34% | 36.20% |            | ◯    |
|      | 中原由棟   | 33   | 日本維新の会         | 新   | 21,561票 | 11.97% | 35.10% |            | ◯    |
|      | 沢口千枝子 | 73   | 日本共産党           | 新   | 17,099票 | 9.49%  | 27.83% |            |      |
|      | 橋本勉     | 71   | 自民党を終わらせる党 | 元   | 4,424票  | 2.46%  | 7.20%  |            |      |

時の内閣：第1次岸田内閣 解散日：2021年10月14日 公示日：2021年10月19日
当日有権者数：40万359人 最終投票率：52.43%（前回比：1.21%） （全国投票率：55.93%（2.25%））
| 当落 | 候補者名 | 年齢 | 所属党派   | 新旧 | 得票数    | 得票率 | 惜敗率 | 推薦・支持 | 重複 |
| ---- | -------- | ---- | ---------- | ---- | --------- | ------ | ------ | ---------- | ---- |
| 当   | 土屋品子 | 69   | 自由民主党 | 前   | 101,149票 | 49.41% | ――     | 公明党推薦 | ◯    |
|      | 三角創太 | 33   | 立憲民主党 | 新   | 86,923票  | 42.46% | 85.94% |            | ◯    |
|      | 赤岸雅治 | 60   | 日本共産党 | 新   | 16,622票  | 8.12%  | 16.43% |            |      |

時の内閣：第3次安倍第3次改造内閣 解散日：2017年9月28日 公示日：2017年10月10日
当日有権者数：40万2941人 最終投票率：51.22%（前回比：0.04%） （全国投票率：53.68%（1.02%））
| 当落 | 候補者名   | 年齢 | 所属党派   | 新旧 | 得票数    | 得票率 | 惜敗率 | 推薦・支持 | 重複 |
| ---- | ---------- | ---- | ---------- | ---- | --------- | ------ | ------ | ---------- | ---- |
| 当   | 土屋品子   | 65   | 自由民主党 | 前   | 104,500票 | 52.46% | ――     | 公明党     | ◯    |
|      | 北角嘉幸   | 54   | 希望の党   | 新   | 57,947票  | 29.09% | 55.45% |            | ◯    |
|      | 池田万佐代 | 58   | 社会民主党 | 新   | 36,755票  | 18.45% | 35.17% | 日本共産党 | ◯    |

- 北角は2018年蓮田市長選挙に無所属（自由民主党推薦）で出馬し落選、2019年蓮田市議会議員選挙に無所属で出馬し当選、2022年蓮田市長選挙に無所属で出馬し落選、2023年名古屋市議会選挙（千種区）に減税日本公認で出馬し当選。

時の内閣：第2次安倍改造内閣 解散日：2014年11月21日 公示日：2014年12月2日
当日有権者数：36万2426人 最終投票率：51.18%（前回比：5.66%） （全国投票率：52.66%（6.66%））
| 当落 | 候補者名 | 年齢 | 所属党派   | 新旧 | 得票数   | 得票率 | 惜敗率 | 推薦・支持 | 重複 |
| ---- | -------- | ---- | ---------- | ---- | -------- | ------ | ------ | ---------- | ---- |
| 当   | 土屋品子 | 62   | 自由民主党 | 前   | 90,167票 | 50.25% | ――     | 公明党     | ○    |
|      | 山内康一 | 41   | 民主党     | 前   | 44,916票 | 25.03% | 49.81% |            | ○    |
|      | 秋山文和 | 67   | 日本共産党 | 新   | 27,111票 | 15.11% | 30.07% |            |      |
|      | 中村匡志 | 37   | 次世代の党 | 新   | 17,254票 | 9.62%  | 19.14% |            | ○    |

- 山内は第45回と第46回はみんなの党公認で出馬し、比例北関東ブロックで当選。第48回は福岡3区に国替え。
- 秋山は2015年埼玉県議会議員選挙（東7区）に出馬し当選。
- 中村は2019年白岡市議会議員選挙に無所属で出馬し当選。

時の内閣：野田第3次改造内閣 解散日：2012年11月16日 公示日：2012年12月4日
当日有権者数：36万2488人 最終投票率：56.84%（前回比：10.15%） （全国投票率：59.32%（9.96%））
| 当落 | 候補者名   | 年齢 | 所属党派     | 新旧 | 得票数   | 得票率 | 惜敗率 | 推薦・支持 | 重複 |
| ---- | ---------- | ---- | ------------ | ---- | -------- | ------ | ------ | ---------- | ---- |
| 当   | 土屋品子   | 60   | 自由民主党   | 元   | 77,623票 | 38.92% | ――     |            | ○    |
|      | 森岡洋一郎 | 37   | 民主党       | 前   | 45,019票 | 22.57% | 58.00% | 国民新党   | ○    |
|      | 中村匡志   | 35   | 日本維新の会 | 新   | 32,986票 | 16.54% | 42.50% |            | ○    |
|      | 北角嘉幸   | 49   | みんなの党   | 新   | 26,934票 | 13.50% | 34.70% |            | ○    |
|      | 並木敏恵   | 52   | 日本共産党   | 新   | 16,881票 | 8.46%  | 21.75% |            |      |

- 北角は第44回は山口1区より民主党公認で立候補。
- 並木は2014年春日部市議会議員選挙に出馬し当選。

時の内閣：麻生内閣 解散日：2009年7月21日 公示日：2009年8月18日
当日有権者数：36万1814人 最終投票率：66.99%（前回比：1.76%） （全国投票率：69.28%（1.77%））
| 当落 | 候補者名   | 年齢 | 所属党派   | 新旧 | 得票数    | 得票率 | 惜敗率 | 推薦・支持 | 重複 |
| ---- | ---------- | ---- | ---------- | ---- | --------- | ------ | ------ | ---------- | ---- |
| 当   | 森岡洋一郎 | 34   | 民主党     | 新   | 121,840票 | 51.48% | ――     |            | ○    |
|      | 土屋品子   | 57   | 自由民主党 | 前   | 85,457票  | 36.10% | 70.14% |            | ○    |
|      | 日森文尋   | 60   | 社会民主党 | 前   | 13,699票  | 5.79%  | 11.24% |            | ○    |
|      | 武山百合子 | 61   | 無所属     | 元   | 12,612票  | 5.33%  | 10.35% |            | ×    |
|      | 鈴木こず恵 | 40   | 幸福実現党 | 新   | 3,087票   | 1.30%  | 2.53%  |            |      |

時の内閣：第2次小泉改造内閣 解散日：2005年8月8日 公示日：2005年8月30日
当日有権者数：36万1814人 最終投票率：65.23%（前回比：11.16%） （全国投票率：67.51%（7.65%））
| 当落 | 候補者名   | 年齢 | 所属党派   | 新旧 | 得票数    | 得票率 | 惜敗率 | 推薦・支持 | 重複 |
| ---- | ---------- | ---- | ---------- | ---- | --------- | ------ | ------ | ---------- | ---- |
| 当   | 土屋品子   | 53   | 自由民主党 | 前   | 124,494票 | 54.12% | ――     |            | ○    |
|      | 武山百合子 | 58   | 民主党     | 前   | 85,619票  | 37.22% | 68.77% |            | ○    |
|      | 赤岸雅治   | 44   | 日本共産党 | 新   | 19,928票  | 8.66%  | 16.01% |            |      |

- 日森は選挙区には出馬せず、比例単独候補として当選。

時の内閣：第1次小泉第2次改造内閣 解散日：2003年10月10日 公示日：2003年10月28日 最終投票率：54.07%（前回比：3.55%） （全国投票率：59.86%（2.63%））
| 当落 | 候補者名   | 年齢 | 所属党派   | 新旧 | 得票数   | 得票率 | 惜敗率 | 推薦・支持 | 重複 |
| ---- | ---------- | ---- | ---------- | ---- | -------- | ------ | ------ | ---------- | ---- |
| 当   | 土屋品子   | 51   | 自由民主党 | 前   | 81,935票 | 43.17% | ――     |            | ○    |
| 比当 | 武山百合子 | 56   | 民主党     | 前   | 81,361票 | 42.87% | 99.30% |            | ○    |
|      | 赤岸雅治   | 42   | 日本共産党 | 新   | 11,942票 | 6.29%  | 14.57% |            |      |
|      | 日森文尋   | 54   | 社会民主党 | 前   | 10,555票 | 5.56%  | 12.88% |            | ○    |
|      | 会田信源   | 33   | 無所属     | 新   | 3,991票  | 2.10%  | 4.87%  |            | ×    |

時の内閣：第1次森内閣 解散日：2000年6月2日 公示日：2000年6月13日 最終投票率：57.62%（前回比：8.73%） （全国投票率：62.49%（2.84%））
| 当落 | 候補者名   | 年齢 | 所属党派   | 新旧 | 得票数    | 得票率 | 惜敗率 | 推薦・支持 | 重複 |
| ---- | ---------- | ---- | ---------- | ---- | --------- | ------ | ------ | ---------- | ---- |
| 当   | 土屋品子   | 48   | 無所属の会 | 前   | 127,028票 | 51.66% | ――     |            |      |
| 比当 | 武山百合子 | 52   | 自由党     | 前   | 40,035票  | 16.28% | 31.52% |            | ○    |
| 比当 | 日森文尋   | 51   | 社会民主党 | 新   | 38,679票  | 15.73% | 30.45% |            | ○    |
|      | 佐藤俊一   | 51   | 日本共産党 | 新   | 33,398票  | 13.58% | 26.29% |            |      |
|      | 山口節生   | 50   | 自由連合   | 新   | 6,750票   | 2.75%  | 5.31%  |            |      |

時の内閣：第1次橋本内閣 解散日：1996年9月27日 公示日：1996年10月8日 最終投票率：48.89% （全国投票率：59.65%（8.11%））
| 当落 | 候補者名 | 年齢 | 所属党派   | 新旧 | 得票数    | 得票率 | 惜敗率 | 推薦・支持 | 重複 |
| ---- | -------- | ---- | ---------- | ---- | --------- | ------ | ------ | ---------- | ---- |
| 当   | 土屋品子 | 44   | 無所属     | 新   | 112,112票 | 58.59% | ――     |            | ×    |
|      | 瀬戸井誠 | 61   | 日本共産党 | 新   | 50,295票  | 26.28% | 44.86% |            |      |
|      | 山口節生 | 47   | 無所属     | 新   | 16,303票  | 8.52%  | 14.54% |            | ×    |
|      | 宮川敏明 | 59   | 自由連合   | 新   | 12,636票  | 6.60%  | 11.27% |            |      |